# NGC 2823
NGC 2823 is een balkspiraalstelsel in het sterrenbeeld Lynx. Het hemelobject werd op 13 maart 1850 ontdekt door Johnstone Stoney, assistent van de Ierse astronoom William Parsons. Dit sterrenstelsel bevindt zich, vanaf de aarde gezien, in de schijnbare nabijheid van de voorgrondster TYC 2496-821-1. Deze ster kan aldus als gids fungeren tijdens het telescopisch opsporen van het stelsel.

## Synoniemen
- UGC 4935
- MCG 6-21-8
- ZWG 181.16
- PGC 26340